# Kontrust
Kontrust ist eine österreichische Crossover-Band. Sie erlangte insbesondere seit 2009 durch ihre Musikvideos und Live-Auftritte Bekanntheit.

## Geschichte
Kontrust ging 2001 aus der Metal-Band Suicide Mission hervor. Nach zwei EPs, traten 2005 Agata „Power“ Jarosz (Gesang) und Gregor Kutschera (Bass) der Band bei. Das erste Video drehten sie zum Song Phono Sapiens, die einzige Single-Auskoppelung des 2005 veröffentlichten Albums We!come Home. Im Jahr 2006 zählte Kontrust zu den Preisträgern des Austrian Newcomer Award.
2008 begann die Band mit den Aufnahmen zu ihrem zweiten Album. Außerdem stand Kontrust 2008 erstmals beim FM4 Frequency Festival auf der Bühne. 2009 folgte dann der erste und 2010 der zweite Auftritt beim Nova Rock Festival. Am 19. Juni 2009 erschien Time To Tango in Österreich, am 28. August 2009 wurde die Platte in Deutschland veröffentlicht. The Smash Song war die erste Singleauskoppelung mit Musikvideo. Darauf folgte die Single Bomba mit einem kuriosen Musikvideo, in dem die Band im Trachtenoutfit einen Metal-Song präsentierte. Das Video wurde am Traunstein gedreht und sorgte für den ersten Durchbruch der Band.
2010 erreichte die Single Bomba Platz 47 und das Album Time To Tango Platz 58 der niederländischen Charts, nachdem Eric Corton im Radiosender 3FM den Song Bomba wochenlang auf und ab spielte. Im Mai 2010 folgte mit dem Song On The Run die dritte und im Oktober desselben Jahres mit Zero die vierte Singleauskoppelung mit Musikvideo. Kontrust wurde im Herbst 2010 mit dem Amadeus Austrian Music Award in der Kategorie Hard & Heavy ausgezeichnet. Im Juli 2011 veröffentlichte die Band eine polnische Version des Albums Time To Tango unter dem Titel Czas na Tango in digitaler Form.
Beim 17. Haltestelle Woodstock (polnisch: Przystanek Woodstock) Festival im August 2011 mit über 300.000 Besuchern absolvierte Kontrust den bisher bestbesuchten Auftritt eines österreichischen Künstlers. Gitarrist Robert Ehgartner verließ die Bühne 2011, agierte aber bis 2014 weiter als Songwriter und stand bei ausgewählten Konzerten als zweiter Gitarrist auf der Bühne. Seit 2011 ist der Wiener Michael „Mike“ Wolff als Gitarrist in der Band.
Für das im April 2012 veröffentlichte neue Album Second Hand Wonderland arbeitete Kontrust unter anderen mit Russ Ballard an dem Song "Raise me up". Die Platte stieg auf Platz 25 in die österreichischen Albumcharts ein. Als Singles mit Musikvideos wurden im Jahr 2012 Sock'n'Doll und The Butterfly Defect sowie im Januar 2013 Hey DJ! ausgekoppelt.
Im November 2014 veröffentlichten Kontrust ihr viertes Album unter dem Titel Explositive, das abermals in den österreichischen Albumcharts vertreten war. Gleichzeitig erschien die medienkritische Single Just Propaganda und 2016 die Single Dance mit zugehörigem Musikvideo.
Im Juni 2022 gab die Band auf ihren sozialen Kanälen bekannt, dass sie sich von Sängerin "Agata Power" Jarosz und Drummer Roman Gaisböck getrennt und zwei neue Bandmitglieder namens Julia und Joey engagiert hat. Agata, Roman und Robert beabsichtigen wieder auf die Bühne zurückzukehren.
Im November 2023 erschien das Album Madworld.

## Stil
Der Musikstil von Kontrust ist geprägt durch eine vielseitige und experimentelle Mischung verschiedener Genres. Ihre Musik lässt sich hauptsächlich im Bereich des Crossover einordnen, wobei Elemente aus Rock, Metal, Reggae, Volksmusik und elektronischer Musik verschmelzen. Diese stilistische Vielfalt zeigt sich in dynamischen Kompositionen, die oft durch unerwartete Wechsel und Überraschungen in der musikalischen Struktur gekennzeichnet sind.
Besonders auffällig ist der kontrastreiche Einsatz von Gesang. Die Band kombiniert harte, aggressive Metal-Vocals mit melodischem, oft poporientiertem Gesang. Diese Kombination trägt zur Einzigartigkeit ihres Sounds bei und spiegelt die Diversität ihrer musikalischen Einflüsse wider.
Kontrust ist auch für ihre kreativen und humorvollen Texte bekannt, die häufig soziale und politische Themen aufgreifen. Die Band nutzt dabei oft Ironie und Sarkasmus, um ihre Botschaften zu vermitteln.
Live zeichnet sich Kontrust durch energiegeladene Auftritte aus, die von einer starken Interaktion mit dem Publikum geprägt sind. Ihre Shows sind oft bunt und theatralisch, was die spielerische und unkonventionelle Natur ihrer Musik unterstreicht. Im Kontrast zur relativ harten Musik stehen die österreichischen Trachten, in denen sich die Band meist präsentiert.

## Diskografie
Alben
- 2005: We!come Home (DK Records)
- 2009: Time to Tango (DK Records)
- 2012: Second Hand Wonderland (Napalm Records)
- 2014: Explositive (Napalm Records)
- 2023: Madworld (Napalm Records)

EPs
- 2001: Teamspirit 55
- 2003: Make Me Blind

Digitale Veröffentlichungen
- 2011: Czas na Tango (MP3-Download)

Singles
- 2006: Phono Sapiens (inkl. Musikvideo)
- 2008: Go (Song für den Fussball Total! Sampler)
- 2009: The Smash Song (inkl. Musikvideo)
- 2009: Bomba (inkl. Musikvideo)
- 2010: On the Run (inkl. Musikvideo)
- 2011: Zero (inkl. Video)
- 2012: Sock'n'Doll (inkl. Musikvideo)
- 2012: The Butterfly Defect (inkl. Musikvideo)
- 2013: Hey DJ! (inkl. Musikvideo)
- 2014: Just Propaganda (inkl. Musikvideo)
- 2016: Dance (inkl. Musikvideo)
- 2023: i physically like you (inkl. Musikvideo)
- 2023: the End (inkl. Musikvideo)
- 2023: lederhosen overkill (inkl. Musikvideo)

## Auszeichnungen
- 2006: Austrian Newcomer Award Preisträger
- 2010: Amadeus in der Kategorie Hard & Heavy

## Nominierungen
- 2013, 2015: Amadeus in der Kategorie Hard & Heavy